# Йоанис Делис
Йоанис Делис (на гръцки: Ιωάννης Δελής) е гръцки общественик и политик от Комунистическа партия на Гърция.

## Биография
Завършва катедрата по история и археология в Солунския университет. Избран е за общински съветник на Солун.
Избран е за депутат от избирателен район Солун I на общите избори през септември 2015 година от Комунистическа партия на Гърция.